# Sulcorebutia tiraquensis
Sulcorebutia tiraquensis là một loài thực vật có hoa trong họ Cactaceae. Loài này được (Cárdenas) F. Ritter miêu tả khoa học đầu tiên năm 1961.

## Hình ảnh

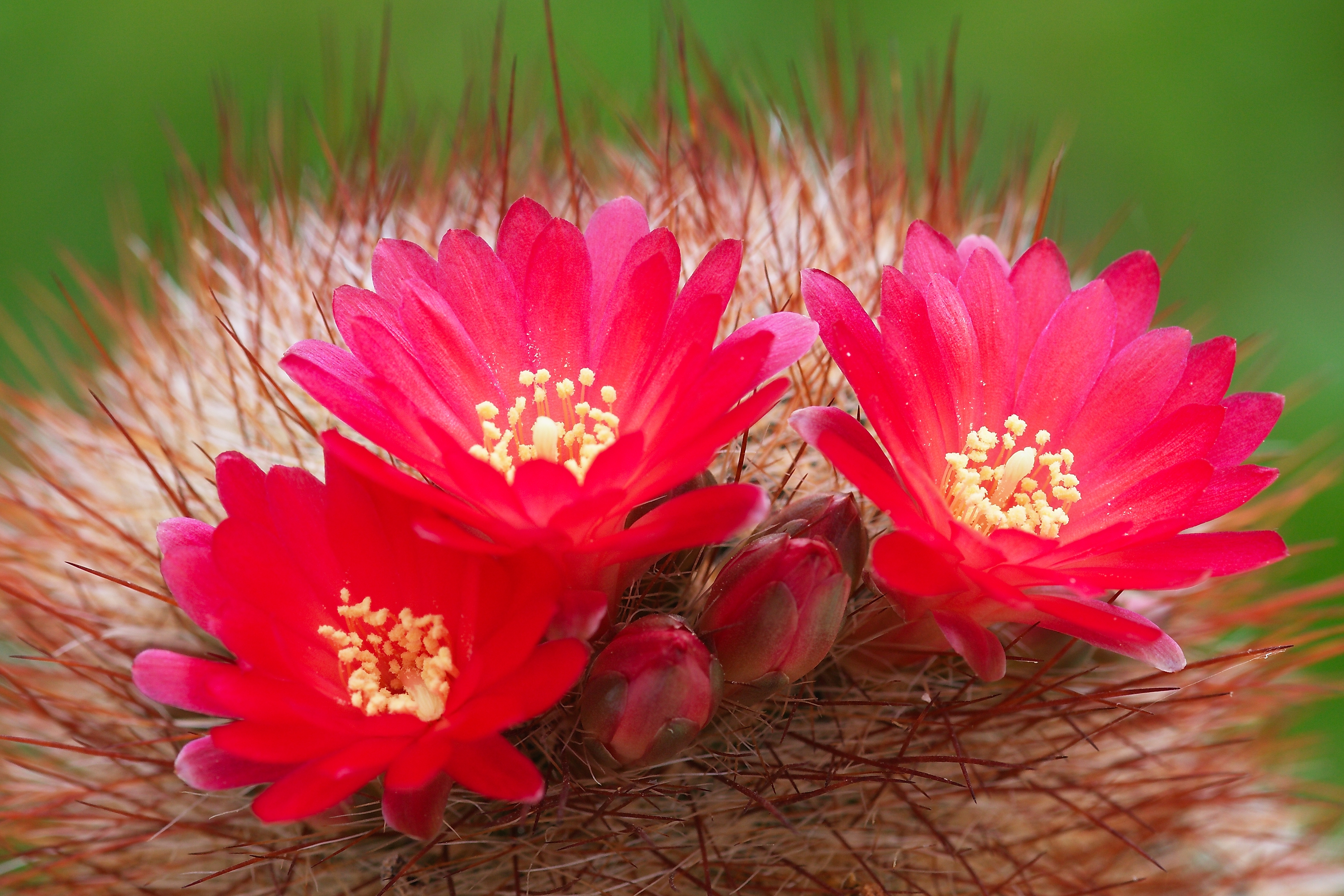
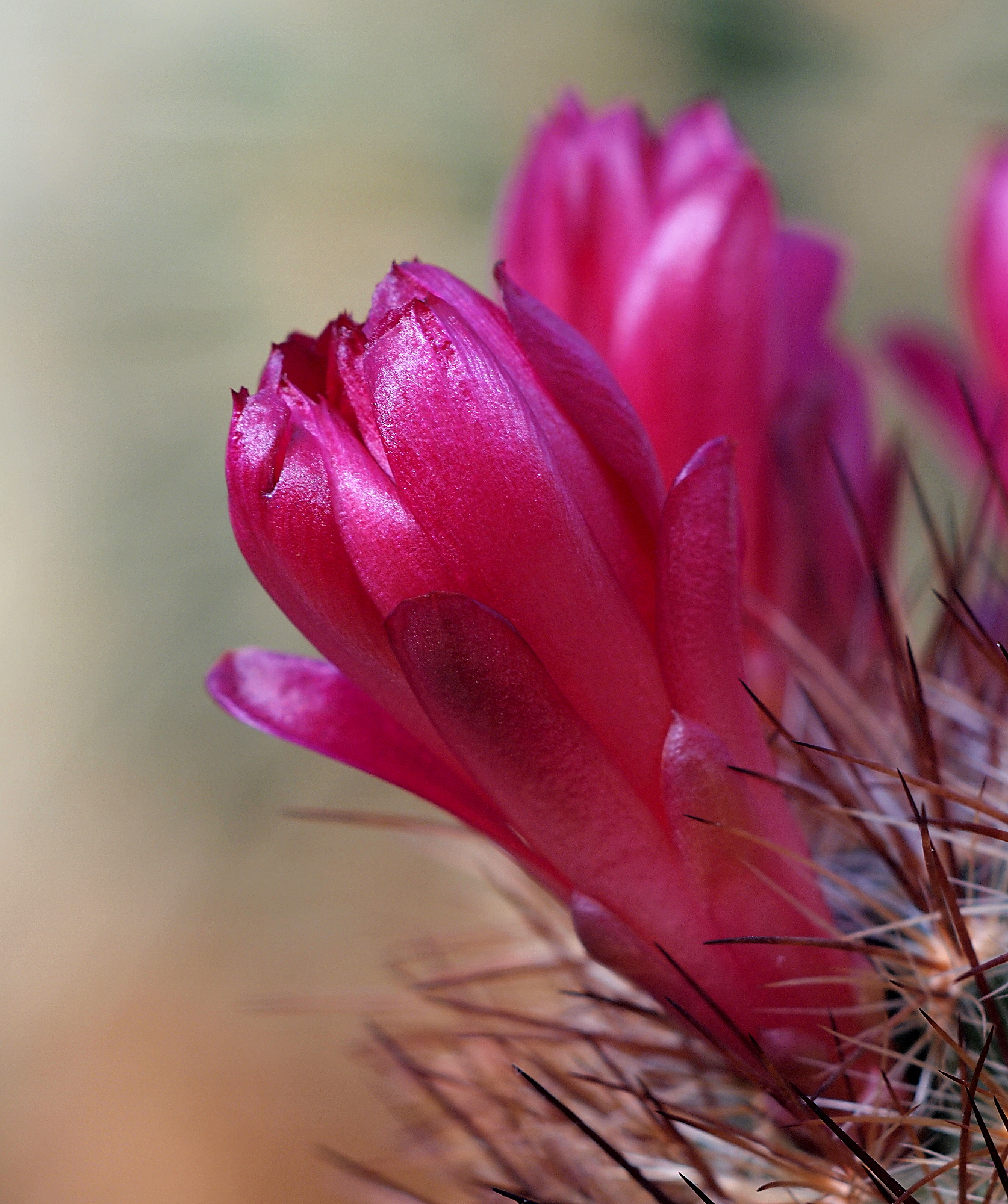
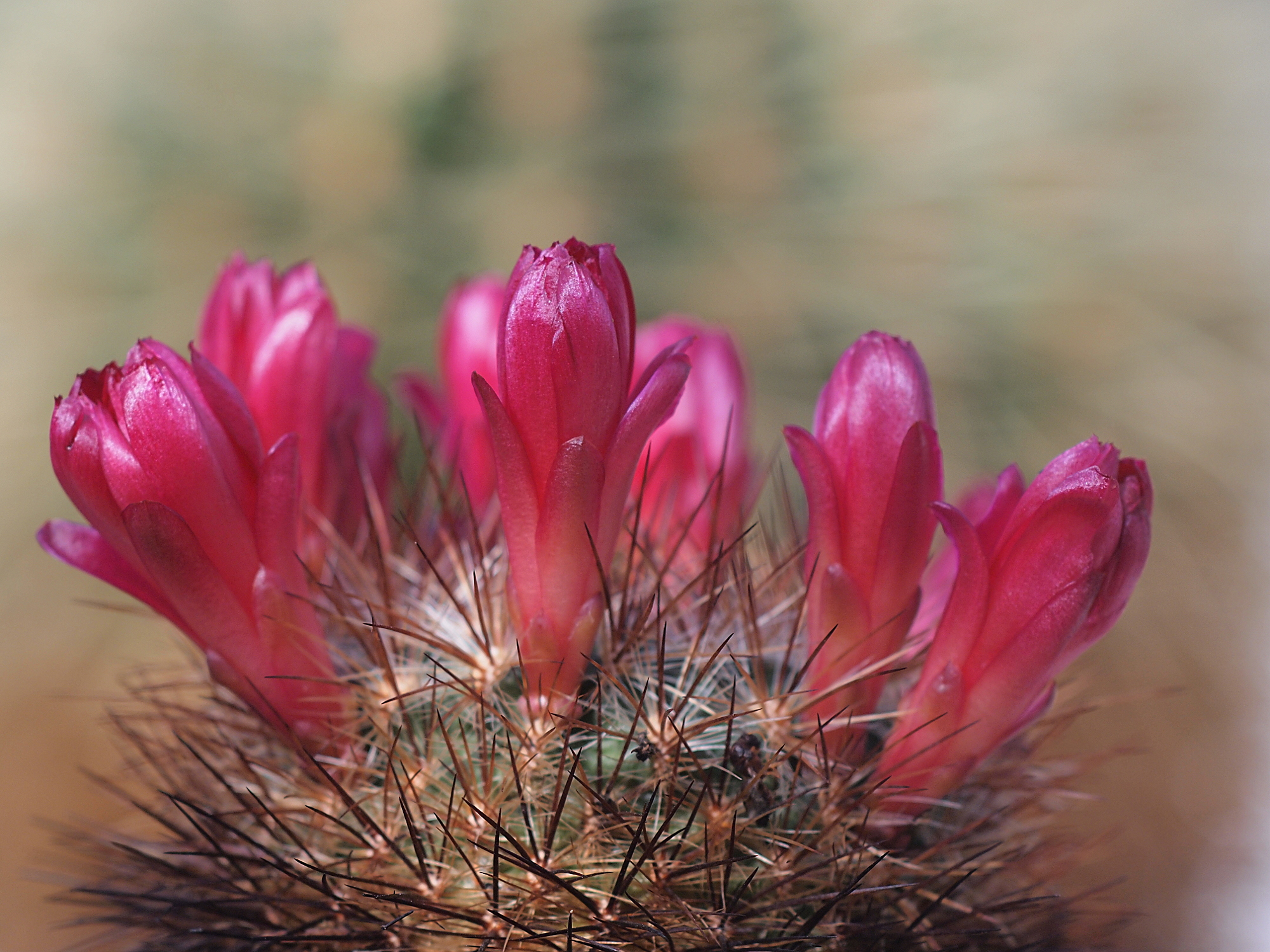